# Stadion MOSiR w Kole
Stadion Miejskiego Ośrodka Sportu i Rekreacji – stadion sportowy, który znajduje się w Kole przy ul. Sportowej 12. Wybudowano go w latach 30. XX wieku. Remontowany w latach sześćdziesiątych. 

## Historia
Początkowo areną spotkań piłkarskich w Kole było boisko położone przy nadwarciańskich błoniach, na miejscu obecnego parku 600-lecia. W latach 1935–1939, dzięki staraniom Henryka Nowickiego – naczelnika Powiatowego Wydziału Przysposobienia Wojskowego i Wychowania Fizycznego, pobudowano w mieście kilka nowoczesnych obiektów sportowych. Wśród nich wytyczono nowe boisku, które przesunięto w kierunku zachodnim w stosunku do poprzedniego. Dookoła otoczony był rowem z wodą, a na lekkim podwyższeniu znajdowały się trybuny.
Rekord publiczności na kolskim stadionie pobity został prawdopodobnie 28 maja 1948 roku, kiedy to na meczu pomiędzy Olimpią a Spójnią Konin zgromadziło się 5 tysięcy widzów. 
W 1957 roku rozpoczęto prace nad budową nowego obiektu sportowego przy ul. Sportowej. Piłkarze powrócili na boisko w obecnym parku 600-lecia. W budynku dotychczasowej przystani wioślarskiej zorganizowano szatnie dla zawodników. W 1963 roku ukończone zostały prace nad budową nowego boiska piłkarskiego. Pierwszym gospodarzem obiektu został Florian Zabłocki. 
Generalny remont budynku klubowego miał miejsce w maju 1981 roku. Wówczas założono centralne ogrzewanie, odnowiono saunę, stworzono zaplecze magazynowe oraz pobudowano saunę. Fundusze na renowację przeznaczyła Rada Główna Startu w Koninie. Nad brzegiem rzeki Warty wybudowano w 2007 roku przystań kajakową. Ostatnio poważny remont miał miejsce w 2010 roku.

## Stan obecny
Płyta boiska otoczona jest żwirową bieżnią o długości około 400 metrów. Stadion posiada trybunę na około 1600 miejsc, w tym 600 siedzących. Obok położone są dwa korty tenisowe z mączki ceglanej, asfaltowe boisko do piłki ręcznej z trybunami (obecnie wykorzystywane jako plac manewrowy nauki jazdy) oraz boisko treningowe do piłki nożnej.
W 2009 r. wybudowano wielofunkcyjne ogólnodostępny kompleks sportowy realizowany w programie „Moje boisko – Orlik 2012” – pierwsze tego typu w Kole. 1 maja 2010 r. zostało uroczyście otwarte i oddane do użytku.
Stadion jest własnością kolskiego Miejskiego Ośrodka Sportu i Rekreacji, a użytkuje go obecnie drużyna piłkarska Olimpia Koło.
19 września 2016 roku nastąpiła zmiana dyrektora kolskiego MOSiR. Pełniącym obowiązki został Jarosław Kawka. Dopiero 28 listopada 2017 rozstrzygnięty został konkurs na dyrektora MOSiR i został nim Jarosław Kawka. Od tego momentu kolski Stadion przechodzi metamorfozę.
W ostatnim czasie zmianom ulega infrastruktura sportowa. Główne boisko Stadionu Miejskiego prowadzonego ogromnej przemianie. Wyremontowana została trybuna, wykonane zostało zadaszenie, wymieniono krzesełka, odnowiono boksy dla zawodników rezerwowych. Zamontowane zostało automatyczne nawodnienie, wybudowanie bieżnię sportową oraz całą infrastrukturę do uprawniania królowej sportu czyli lekkiej atletyki.